# Per-Olof Claesson
Per-Olof Claesson (Härlanda, 23 gennaio 1965) è un canottiera svedese.

## Biografia
È padre di Anna Claesson, anche lei canottiera di caratura internazionale.
Ha rappresentato la Svezia ai Giochi olimpici estivi di Seul 1988, dove si è classificata 10ª nel quattro senza, assieme a Folke Brundin, Anders Larson e David Svensson.
Ha fatto la sua seconda apparizione olimpica a Barcellona 1992, concludendo 15º nel quattro di coppia, con Fredrik Hultén, Tommy Österlund e David Svensson.